# Сара Вујадиновић
Сара Вујадиновић (1991) је српска пијанисткиња. Победница је бројних интернационалним такмичењима. Наступала је са оркестрима у еминентним концертним дворанама широм Европе и Америке. Такође је посвећена извођењу камерне музике.

## Биографија
Рођена у Београду, студирала је на Факултету Музичке уметности у Београду где је дипломирала 2010. и завршила Мастер студије 2011. на студијској групи за клавир са највишим оценама, у класи ред.проф. Нинослава Живковића. Добитник је две најпрестижније награде Факултета Музичке уметности, “Емил Хајек” и “Олга Михајловић”.
Сара је тренутно студент завршне године Докторских академских студија на Факултету Музичке уметности у Београду у класи ред.проф. Нинослава Живковића, као и студент Постдипломских студија на Краљевском конзерваторијуму у Бриселу, у класи проф. Александра Маџара.
На престижним такмичењима младих музичара освојила је 30 првих награда и била лауреат значајних светских конкурса у САД (Ђина Бахауер), Чешкој Републици (Сметана, Карл Черни, Усти над Лабом, Кончертино Прага), Италији (Анкона, Ракониђи, Терамо, Торино, Трст), Словачкој (Кошице), Србији (ЕПТА, Исидор Бајић, Јамаха…).
Такође, добитник је награде “Станојло Рајичић” за одржан најбољи солистички концерт у галерији САНУ. Уметничка асоцијација АртЛинк изабрала је Сару за најперспективнијег младог уметника у Србији. Ерсте банка јој је доделила главну награду у области уметности на такмичењу за најталентованије и најкреативније младе људе који се баве науком и уметношћу.
Сара је снимила свој први ЦД под покровитељством уметничке организације АртЛинк. Снимала је и за Би-Би-Си Радио, РТС, Радио Београд, Радио Телевизију Војводине, Чешки радио и телевизију. Веома је заинтересована и за извођење савремене музике, премијерно је изводила дела модерних композитора. Приредила је светску премијеру недавно откривене Скарлатијеве Сонате, у оквиру EMCY турнеје у Немачкој. Сара је веома ангажована и у активној промоцији и презентовању српске класичне музике у свету.
Сара Вујадиновић је одржала концерте широм Европе, у Белгији, Хрватској, Чешкој Републици, Француској, Немачкој, Италији, Лихтенштајну, Црној Гори, Норвешкој, Србији, Словачкој, Словенији, Шведској, Швајцарској, Украјини, Великој Британији.
Наступала је као солиста и камерни музичар на бројним фестивалима: “Top of the world” (Норвешка), “Пролећна клавирска фешта” (Србија), “Светска клавирска конференција” (Србија),“Nei suoni dei luoghi” (Италија), “Европски таленти” (Шведска и Француска), “Нове звезде” (Немачка), “Звезде садашњице и звезде сутрашњице” (Лихтенштајн), “Northern Light” (САД), “Дани музике” (Црна Гора), “Загребачки међународни фестивал камерне музике”, “Мокрањчеви дани” (Србија), “Next Generation” (Швајцарска), “South Bohemian” (Чешка Република), “Дани Србије у Паризу” (Француска)...
Као солиста, свирала је и са познатим симфонијским оркестрима: “Cristianstad Symfoniker” (Шведска), Националним оркестром Харкова (Украјина), “Timisoara Symphony orchestra” (Румунија), “Загребачким солистима” (Хрватска и Лихтенштајн), Радио-телевизије Србије на Коларацу, Уметничким ансамблом “Станислав Бинички”, Камерним оркестром “Љубица Марић”, као и са камерним ансамблима, квартетом “Рубикон”, квартетом “Аугсбург” (Немачка), “Трио Броз” (Италија)...

## Награде
| Година          | Такмичење                                                                | освојена награда |
| --------------- | ------------------------------------------------------------------------ | --- |
| Март 2011.      | YАМАHА пијанистичко такмичење (Београд)                                  | 1. награда – лауреат и апсолутни победник и такмичења                                                                               |
| Децембар 2008.  | X Пијанистичко такмичење ЕПТА – Србије (Београд)                         | 1. награда – лауреат и апсолутни победник и такмичења                                                                               |
| Децембар 2008.  | Међународно музичко такмичење “Trieste-2008” (Италија)                   | 1. награда |
| Март 2008.      | Међународно такмичење “Меморијал Исидор Бајић”(Нови Сад)                 | 2. награда , финалиста такмичења |
| Фебруар 2008.   | Међународно такмичење “Даворин Јенко”( Београд )                         | 1. награда – лауреат и апсолутни победник кат. у соло конкуренцији 1. награда – лауреат и апсолутни победник кат. у камерној музици |
| Април 2006.     | Републичко такмичење ( Београд )                                         | 1. награда – апсолутни победник и лауреат категорије                                                                                |
| Март 2006.      | 27. Међународно такмичење “Сметана”(Плзен - Чешка)                       | 1. награда , апсолутни победник и лауреат категорије                                                                                |
| Фебруар 2006.   | 6. Отворено позивно такмичење “Ватрослав Лисински”(Београд)              | 1. награда , апсолутни победник такмичења                                                                                           |
| Април 2005.     | Међународно такмичење “Gradus ad Parnassum”(Крагујевац)                  | 1. награда , апсолутни победник и лауреат категорије                                                                                |
| Април 2005.     | Републичко такмичење ( Београд )                                         | 1. награда, апсолутни победник и лауреат категорије                                                                                 |
| Децембар 2004.  | Пети Меморијал “Душан Протић“ Београд                                    | 1. награда , апсолутни победник и лауреат                                                                                           |
| Јун 2004.       | Међународно такмицење “ Ђина Бахауер “ (Солт Лејк Сити – САД)- WFIMC     | лауреат, 6. награда |
| Април 2004.     | Такмичење младих пијаниста - Србије и Црне Горе - Ниш                    | 1. награда, апсолутни победник и лауреат категорије 2003.                                                                           |
| Септембар 2003. | 4. Међународно такмичење " КАРЛ ЧЕРНИ "( Праг - Чешка Реп.(УНЕСКО)       | 1. награда - лауреат; 1. награда Чешког Радија; специјална награда за најбоље извођење Чернијевих Етида                             |
| Август 2003.    | 38. Међународно такмичење "Concertino Praga" - (ЕМCY)(Праг - Чешка Реп.) | Специјална награда жирија |
| Април 2003.     | Републичко такмичење ( Београд )                                         | 1. награда - апсолутни победник и лауреат категорије; специјална награда за најбоље извођење Шопенове музике                        |
| Април 2003.     | Међународно такмичење “Gradus ad Parnassum”(Крагујевац)                  | 1. награда , победник категорије |
| Мај 2002.       | 9. Међународно такмичење - "Петар Коњовић" (ЕМCY) - Београд              | 1. награда , апсолутни победник и лауреат категорије                                                                                |
| Март 2002.      | 7. Такмичење младих пијаниста Србије и Црне Горе - Ниш                   | 1. награда, победник категорије |
| Мај 2001.       | 7. Међународно такмичење "Citta di Raconigi" - Италија                   | 1. награда , победник категорије |
| Април 2001.     | Фестивал Музичких школа Србије                                           | 1. награда |
| Март 2001.      | Републичко такмичење - ( Београд )                                       | 1.награда , апсолутни победник и лауреат категорије                                                                                 |
| Март 2001.      | Међународни Фестивал - младих пијаниста - Шабац                          | 1. награда , победник и лауреат целокупног Фестивала                                                                                |
| Новембар 2000.  | 15. Европско такмичење музичара Монкалиери - Италија                     | 1. награда, апсолутни победник и лауреат категорије                                                                                 |
| Новембар 2000.  | 15. Европско такмичење музичара - клавирски дуо - Монкалиери – Италија   | 1. награда |
| Мај 2000.       | 3. Међународно такмичење музичара "Mario Polovineo" - Терамо - Италија   | 1. награда , победник и лауреат целокупног такмичења                                                                                |
| Мај 2000.       | 7. Међународно такмичење "Петар Коњовић" (ЕМCY) - Београд                | 1. награда , апсолутни победник и лауреат категорије                                                                                |
| Март 2000.      | 6. Такмичење младих пијаниста Србије и Црне Горе - Ниш                   | 1. награда , апсолутни победник и лауреат категорије 1999.                                                                          |
| Новембар 1999.  | 14. Међународно такмичење музичара Монкалиери - Италија                  | 1. награда , апсолутни победник категорије                                                                                          |

## Концерти и наступи
- Фестивал “Next Generation” – Бад Рагац (Швајцарска), 15. и 16. феб. 2011.
- Хуманитарни концерт са квартетом РУБИКОН – Ћуприја, 2. феб. 2010.
- “У спомен Станојлу Рајичићу” – Београд, 16. дец. 2010.
- “Дани Србије у Паризу” – Париз (Палата инвалида), 19. нов, 2010.
- Загребачки фестивал камерне музике (Загреб, 14. окт. 2010)
- “Мокрањчеви дани” – Два века од рођења Шумана (Неготин, 14. септ. 2010)
- Шуман – Гала концерт – Београд (Скупштина града) (8. јун 2010)
- Солистички концерт добитника награде из Фонда Станојло Рајичић– Београд, 3. јун 2010.
- “Вечерња променада” - Концерт камерне музике на Коларцу (27. феб. 2010)
- Collegium musicum – Посвете и Премијере , Београд, 23. дец. 2009.
- Концерт камерне музике у Галерији САНУ – Београд (2. новембар 2009)
- Концерт на Фестивалу талената – Београд (септембар 2009)
- Солистички концерт у Скупштини града – Београд (29. јун 2009)
- Концерт клавирског одсека ФМУ у Београду – Коларац (јун 2009)
- Солистички концерт у Галерији САНУ – Београд (4. јун 2009)
- Концерт са симфонијском оркестром “Christianstad Symfoniker” у Кристианштаду (Шведска), (мај 2009)
- Концерт са Камерним оркестром “Љубица Марић”- Музика с краја 20. века Београдска филхармонија (4. фебруар 2009)
- Солистички концерт поводом доделе признања “Најперспективнији млади музичар у 2008” уз промоцију CD - Београд (Коларац. 4. јануар 2009)
- Концерт лаурета 10. Пијанистичког такмичења ЕПТА – Србије, ФМУ-Београд (дец. 2008)
- Солистички концерт у Галерији САНУ – Београд (5. јун 2008)
- Концерт клавирсог одсека ФМУ у ЈДП – Београд (мај 2008)
- Отварање Међ. такмичења "Петар Коњовић" у Галерији САНУ – Београд (мај 2008)
- Концерт у катедрали St. Martin`s in the fields – Лондон (април 2008)
- Концерт у Guildhall school of Music – Лондон (април 2008)
- Концерт камерне музике ФМУ у ЈДП – Београд (април 2008)
- Концерт са “Трио Броз” у Галерији САНУ – Београд (27. март 2008)
- Концерт Квартет “Simpatico” у Галерији САНУ – Београд (7. феб. 2008)
- Концерт клавирског одсека ФМУ у ЈДП – Београд (нов. 2007)
- Солистички концерт у Француској амбасади – Београд (септембар 2007)
- Солистички концерт у "Rotary" клубу Стари град – Хотел "Continental" – Београд (јун. 2007)
- Концерт клавирског одсека ФМУ на Коларцу – Београд (јун. 2007)
- Солистички концерт у Галерији САНУ – Београд (7. јун 2007)
- Европска концертна турнеја (EuroDebut Tour 2007) “Музичке звезде сутрашњице” 11 концерата у десет градова Немачке, у региону од Бона до Минстера (Gevelsberg, Marl, Monheim, Remscheid, Münster, Bad Neuenahr, Bensberg bei Bergisch Gladbach i Iserlohn) - (12 – 26. марта 2007)
- Концерт са Симфонијским оркестром Радио-телевизије Србије- Београд – “Коларац” (17. дец. 2006)
- Концерти са Оркестром “Загребачки Солисти” у Хрватској и Лихтенштајну (новембар 2006)
- Солистички концерт у Галерији САНУ (1. јун 2006)
- Концерт лауреата међународног такмичења "Сметана" - Плзен ( март 2006)
- Концерт са Државним симфонијским оркестром Харкова- Украјина(2. дец. 2005)
- Концерт у Минеаполису поводом америчког празника “Дан независности” (4. јул 2005)
- Солистички концерт у Минеаполису (Минесота - САД) (1. јул 2005)
- Солистички концерт у Галерији САНУ (16. јун 2005)
- Концерт победника Међународног такмичења пијаниста "Gradus ad parnassum" у Крагујевцу (27. април 2005)
- Солистички концерт у цркви Светог духа у Котору (10. април 2005)
- Солистички концерт у Легату "Јосип Славенски" у Београду (25. март 2005)
- Концерт победника 5. Меморијала "Душан Протић у "Цвијети Зузурић" (29. децембар 2004)
- Концерт поводом доделе награда " Београдски анђео " у Скупштини Града (29. децембар 2004)
- Концерт у Културном центру СЦГ у Паризу (7. октобар 2004)
- Концерт на Националном конзерваторијуму "Сержи Понтоаз" у Паризу (2. октобар 2004)
- Солистички концерт на 21. Међународном фестивалу "Дани музике" у Херцег Новом, (12. јул 2004)
- Солистички концерт у Подгорици (13. мај 2004)
- Солистички концерт у Галерији САНУ ( 27. мај 2004)
- Концерт на отварању 4. Међународног Фестивала младих пијаниста у Шапцу (28. феб. 2004)
- Свечани концерт поводом 125 година од оснивања Задужбине Илије М. Коларца - Лауреати међународних такмичења ( 14. дец. 2003)
- Концерт поводом доделе награда " Златни анђео " у Сава центру ( 12. децембар 2003)
- Хуманитарни концерт за слепе у организацији друштва "Бели штап" - Београд ( нов. 2003. )
- Концерт лауреата међ. такмичења "Карл Черни" - Праг ( септ. 2003)
- Реситал на ФМУ у Београду (септембар 2003) у оквиру 11. летње школе ЕПТА Србије
- Солистички концерт - Цетиње (Краљевско позориште - август 2003) у оквиру Првог међународног "Montenegro music" фестивала
- Концерт лауреата републичког такмичења - Нови Сад ( мај 2003)
- Концерт лауреата републичког такмичења - Коларац ( мај 2003)
- Концерт лауреата међународног такмичења " Gradus ad parnassum " у Крагујевцу - ( Коларац - мај 2003. )
- Концерт лауреата међународног такмичења " Gradus ad parnassum " у Крагујевцу - ( Коларац - април 2003. )
- Концерт са Симфонијским оркестром војске Југославије (диригент Павле Медаковић) - Дом ВЈ ( 28. 11. 2002)
- Концерт поводом ослобађања Београда у 1. светском рату - КОЦ Чукарица (2002)
- Концерт лауреата међународног такмичења " Петар Коњовић " - КОЦ Чукарица ( октобар 2002)
- Концерт "Русији с љубављу" ( дела руских композитора ) - Руски Дом
- Концерт добитника првих награда на међународним и домаћим такмичењима - Народни музеј ( 2002)
- Концерт победника 9. Међународног такмичења "Петар Коњовић" - "Коларац"- 2002.
- Хуманитарни концерт за обнову Београдске Филхармоније - 2002.
- Отварање Републичког такмичења - Скупштина Града - 2002.
- Концерт поводом отварања концертне сале у "Цвијети Зузурић"
- Отварање 2. Међународног Фестивала у Шапцу - 2002.
- Завршни концерти победника Међународних такмичења у Торину, Тераму, Београду, Нишу, Прагу, Ракониђију, ...
- Концерт добитника специјалних награда на Републичком такмичењу - Скупштина Града - 2001.
- Отварање годишње скупштине ЕПТА Србије -"Коларац"- 2001.
- Концерт Лауреата међународних такмичења -"Коларац"- 2001.
- Концерт у Дипломатском Клубу ( поводом Дана УН ) - 2001.
- Концерт поводом Дана УН у Педагошком музеју - 2001.
- Хуманитарни концерт у Конаку Кнегиње Љубице - 2001. и 2002.
- Хуманитарни концерт Фонда "Наша Србија" - сала МШ "Мокрањац"
- Хуманитарни концерт "Друштва за борбу против рака" - сала Скупштине Града
- Смотра талената у Сремским Карловцима - 2001.
- Концерт победника Међународних такмичења у Италији - сала МШ"Мокрањац"- 2001.
- Победници ревије Шопенове музике- завршни концерти на "Коларцу" ( 2001, 2002. и 2003. )
- Концерт у Галерији КЦ Београда посвећен Стевану Стојановићу Мокрањцу - снимљен за "Драгстор озбиљне музике"
- Концерти у Народном музеју ( 2000. и 2001. год.)
- Концерт добитника специјалних награда на 7. Међународном такмичењу "Петар Коњовић" - Галерија "Прогрес"
- Концерт добитника првих и специјалних награда на ВИИ Међународном такмичењу "Петар Коњовић" - "Коларац"
- Наступала је на завршним концертима победника на Међународним такмичењима :

Монкалиери , Ракониђи , Терамо (Италија) , Кошице (Словачка) , Праг , Усти над Лабем (Чешка Република) .
Сара је снимала за Радио Телевизију Србије , Радио Београд , Чешки Радио и представљала Национални Радио на 38 . Међународном такмичењу младих музичара Радио организација Европе " Concertino Praga " .